# Вибір (фільм, 1975)
«Вибір» — радянський телефільм 1975 року, знятий режисером Ельдором Уразбаєвим на кіностудії «Казахфільм».

## Сюжет
Єгер Макен, важливий і непідкупний, вистежує браконьєрів. Злочинцям ясно, що ні на який компроміс із радою єгер не піде, і, не підозрюючи про те, що сюди вже поспішає доблесна міліція, вирішують позбавитися свідка.

## У ролях
- Джамбул Худайбергенов — Макен
- Асаналі Ашимов — Кожамкул
- Наталія Арінбасарова — Бібігуль
- Хамар Адамбаєва — Шинар
- Валерій Носик — роль другого плану
- Віктор Уральський — дід Яків
- Нурмухан Жантурін — Алі
- Нуржуман Іхтимбаєв — Рахмед
- Нартай Бегалін — Нурлан
- Дархан Рсаєв — син Шинар
- Байкенже Бельбаєв — епізод
- Гульнара Рахімбаєва — листоноша

## Знімальна група
- Режисер — Ельдор Уразбаєв
- Сценаристи — Лаврентій Сон, Лариса Мухамедгалієва
- Оператор — Марат Дуганов
- Композитор — Едуард Хагагортян
- Художник — Ідріс Карсакбаєв